# Aleksander Skarlatos
Aleksander Reed Skarlatos (né le 10 octobre 1992 à Castro Valley) est un homme politique, acteur et écrivain américano-français, membre de la Garde nationale des États-Unis. Il a grandi à Sacramento, où il a fait connaissance avec Anthony Sadler et Spencer Stone. En août 2015, les trois camarades neutralisent un homme armé dans un train vers Paris. Cet acte vaut à Skarlatos des honneurs dans son pays et à l'étranger : François Hollande, alors président de la France, lui décerne la Légion d'honneur; il reçoit la médaille d'Arras ; Barack Obama, alors président des États-Unis, lui remet l'United States Army Soldier's Medal. Skarlatos, Stone et Saddler ont rédigé un ouvrage autobiographique : Le 15h17 pour Paris, publié en août 2016, pour raconter les événements autour de cet attentat. Clint Eastwood en a produit un film portant le même titre, dans lequel les trois hommes incarnent leurs propres rôles.

## Attentat du Thalys en 2015
Skarlatos intègre en 2012 l'Army National Guard de l'Oregon. Après avoir passé neuf mois en Afghanistan avec le 186e régiment d'infanterie, il se réengage pour deux ans en juillet 2015.
Alek Skarlatos, Spencer Stone et Anthony Sadler Jr. sont amis depuis l'enfance. Le 21 août 2015, alors qu'ils se trouvent en vacances, ils montent à bord du train Thalys no 9364 allant d'Amsterdam à Paris via Bruxelles. Dans la voiture no 12, Ayoub El Khazzani, armé d'un AKM et muni de 270 cartouches, tire sur un passager qui a voulu l'intercepter. Stone se jette sur le tireur et lutte au corps-à-corps contre lui, reçoit des coups de cutter dans la nuque, l'arcade sourcilière et la main (manquant de perdre son pouce). Skarlatos s'empare de l'arme de l'assaillant et le frappe avec la crosse jusqu'à ce que celui-ci perde conscience.

## Récompenses
À la suite de cet événement, Sadler, Skarlatos et Stone reçoivent l'attention du public. Le président François Hollande leur décerne le grade de chevalier de la Légion d'honneur. Les trois hommes reçoivent les félicitations de Bernard Cazeneuve et de David Cameron.
Avec Anthony Sadler et Spencer Stone, il effectue en avril 2018 une demande de naturalisation pour obtenir la nationalité française. Elle leur est attribuée le 20 septembre 2018 (date de publication dans le Journal officiel de la République française), et ce rétroactivement à la date de leur demande. Ils obtiennent leurs certificats de naturalisation lors d'une cérémonie organisée le 31 janvier 2019 à Sacramento en Californie avec le consulat général de France à San Francisco.

## Vie après l'attentat du Thalys
En septembre 2015, Skarlatos participe à l'émission Danse avec les stars[Information douteuse] pour la chaîne ABC.
Skarlatos quitte l'armée en novembre 2017.
En août 2019, il annonce sa candidature aux élections de 2020 dans le 4e district de l'Oregon. Après avoir remporté très largement la primaire républicaine le 19 mai 2020, il affronte le sortant démocrate Peter DeFazio, alors candidat à un dix-huitième mandat. Bien qu'ayant levé plus de fonds que son adversaire, il perd l'élection générale du 3 novembre.
En mai 2021, il annonce se représenter à nouveau dans le même district pour les élections de 2022. Il s'incline une nouvelle fois lors de l'élection générale, cette fois-ci contre Val Hoyle, la commissaire du travail de l'Oregon.
En 2024, il est candidat aux élections de la Chambre des représentants de l'Oregon. Il est élu le 3 novembre contre le démocrate Richard Chasm.

## Filmographie
- 2018 : Le 15 h 17 pour Paris (The 15:17 to Paris) de Clint Eastwood

## Distinctions
- Chevalier de la Légion d'honneur
- Médaille civique de première classe (Belgique)